# X. Frigyes dán király
X. Frigyes (teljes születési neve dánul: Frederik André Henrik Christian) (Koppenhága, 1968. május 26. –), dán király 2024-től, II. Margit dán királynő és Henrik dán herceg idősebbik fia.

## Fiatalkora

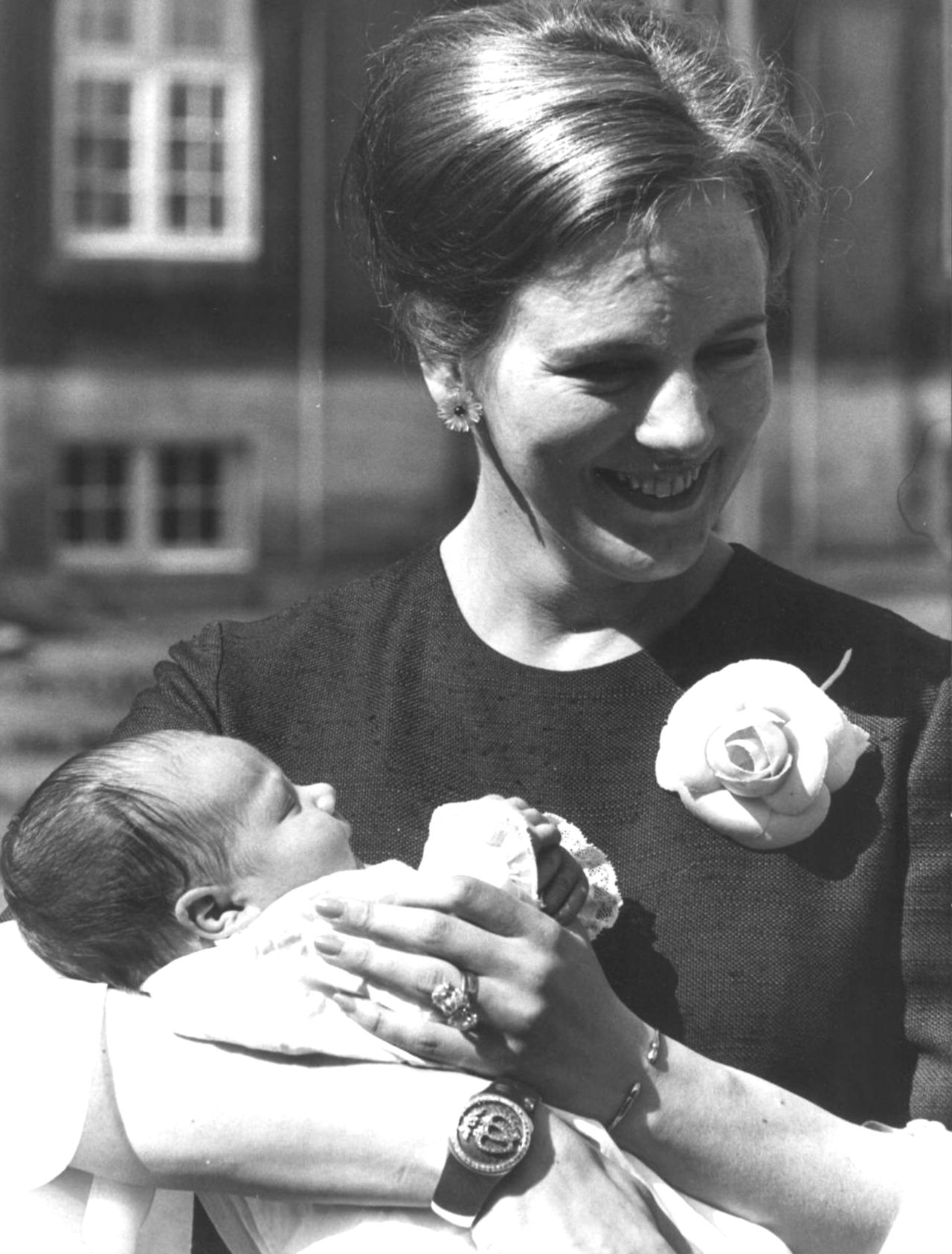
Édesanyjával, a későbbi II. Margittal

A koppenhágai Righshospitaletben született 1968. május 26-án. Születésekor nagyapja, IX. Frigyes volt Dánia királya, édesanyja, II. Margit pedig a trón várományosa.
Június 24-én volt a keresztelője. A Frigyes nevet anyai nagyapja után kapta, folytatva azt a közel fél évezredes dán hagyományt, hogy az elsőszülött fiúk a Frigyes és a Keresztély nevet kapják felváltva az egyes generációk közt. Második keresztnevét apai nagyapja, a Henriket édesapja, a Keresztélyt pedig dédapja tiszteletére kapta.
Keresztszülei: Anna-Mária görög királyné, György Valdemár dán herceg, Jozefina Sarolta belga hercegnő, Etienne de Laborde de Monpezat, Baron Christian de Watteville-Berckheim és Birgitta Juel Hillingsø.

## Iskolái és foglalkozása
1972. január 14-én, nagyapja halála után ő lett a trónörökös.
1972 és 1981 között a Krebs' Skole általános iskolában kezdte meg tanulmányait, magántanulóként. 1982–83-ban bentlakásos diák volt a franciaországi École des Roches-ben. A középiskolát az Øregaard gimnáziumban végezte el. 1989-ben politológia szakon kezdte meg egyetemi tanulmányait az Aarhusi Egyetemen, de közben egy évet az amerikai Harvardon is eltöltött, ahova Frederik Hendriksen álnéven iratkozott be. Ő lett az első dán király, aki egyetemet végzett. Három hónapig egy New York-i dán ENSZ-misszióban vett részt. 1995-ben mesterfokozatot szerzett politológia szakon. Szakdolgozatát a balti államok külpolitikájáról írta.
A párizsi dán nagykövetségen főtitkárként tevékenykedett 1998 és 1999 között.
Jól beszél franciául, angolul és németül.
Katonai elméleti és gyakorlati kiképzést kapott, s mindhárom haderőnemnél megfordult. 1995-ben egyike volt annak a négy katonának, akik a háromszáz kadétközül valamennyi fizikai próbát sikerrel teljesítette. 2001–2002-ben vezetői továbbképzésen vett részt a Dán Királyi Védelmi Akadémián. Később vezérkari tisztként szolgált a Dán Védelmi Parancsnokságnál. 2003-tól kezdve a Védelmi Akadémia Stratégiai Intézetének oktatója.
2024. január 14-én anyja, II. Margit lemondását követően foglalta el a dán trónt. Ugyanezen év végén, sokak meglepetésére, megváltoztatta uralkodói címerét, amelyre már vagy ötszáz éve nem került sor. Az egykori kalmari uniót szimbolizáló koronák helyére jegesmedve és kos került, amelyek Grönlandot és a Feröer-szigeteket jelképezik. Címerváltoztatás azután történt, hogy a másodszor is megválasztott Donald Trump amerikai elnök területi követeléssel lépett fel, s Grönland megvételére tett ajánlatot Dániának. A dán kormány elutasította ezt, ugyancsak a nemleges választ fejezi ki a király lépése is, miszerint Grönland Dánia része.

## Házassága és gyermekei

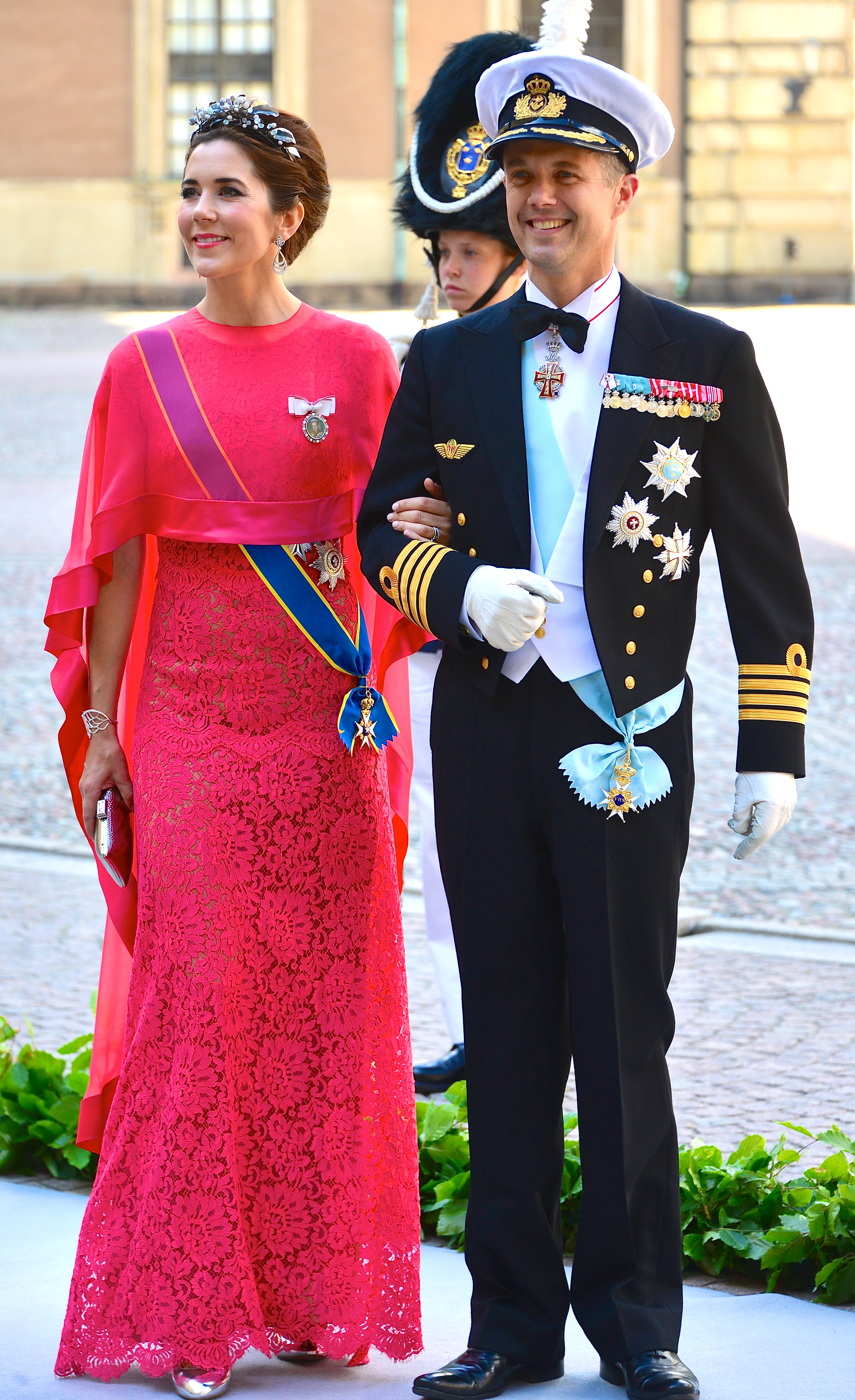
Feleségével, Máriával

2004-ben vette feleségül a Tasmania szigetén felnőtt Mary Elisabeth Donaldsont, akivel 2000-ben, a Sydney-ben rendezett nyári olimpiai játékok idején egy bárban találkoztak. A királynő 2003. október 8-án beleegyezését adta, hogy összeházasodjanak, amire 2004. május 14-én került sor a koppenhágai székesegyházban. A lakodalmat a Fredensborgi Palotában tartották. Négy gyermekük született:
- Keresztély dán herceg (2005. október 15.)
- Izabella dán hercegnő (2007. április 21.)
- Vince dán herceg (2011. január 8.)
- Jozefina dán hercegnő (2011. január 8.)

## Közéleti tevékenysége

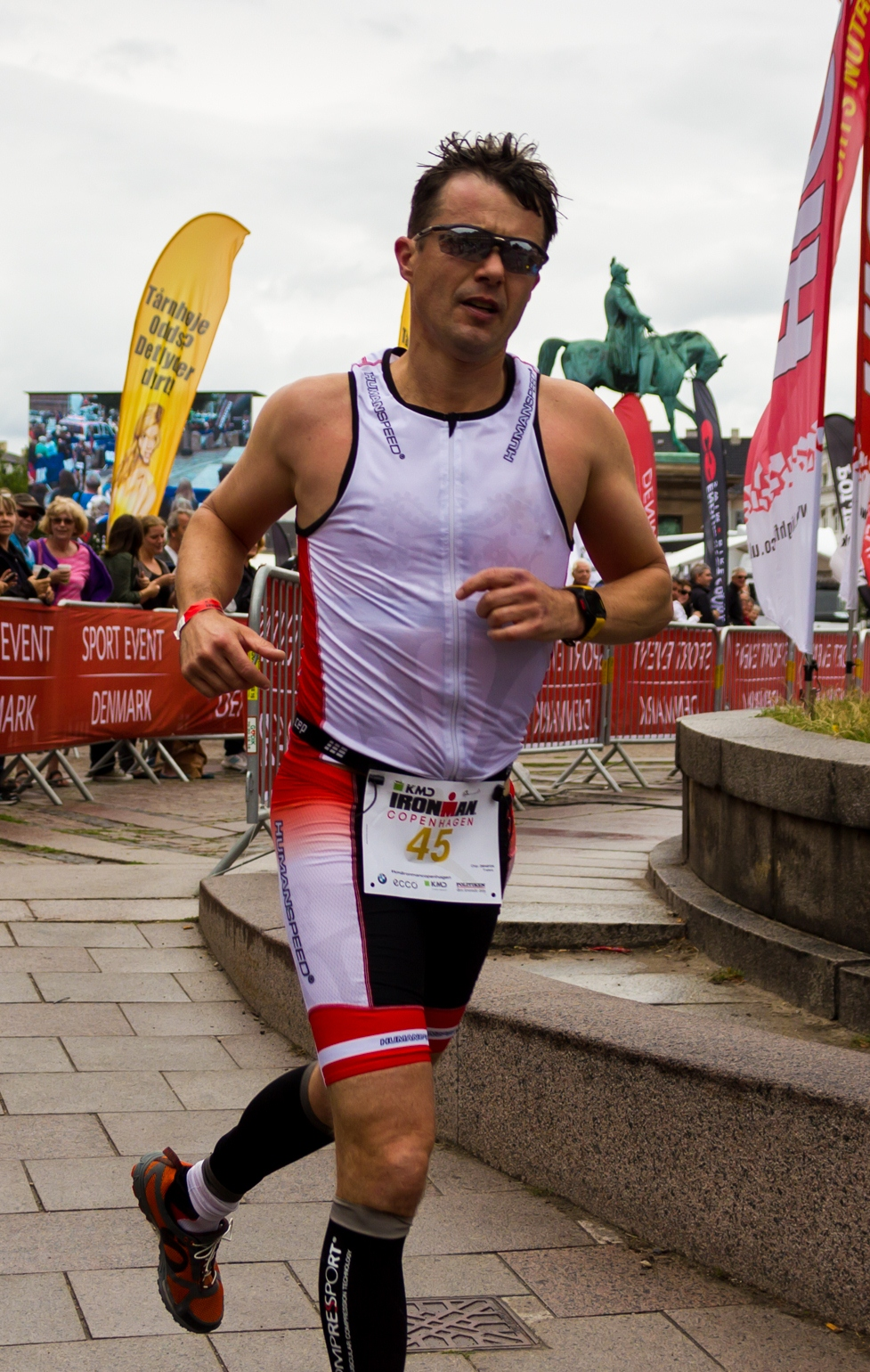
Frigyes 2013-ban

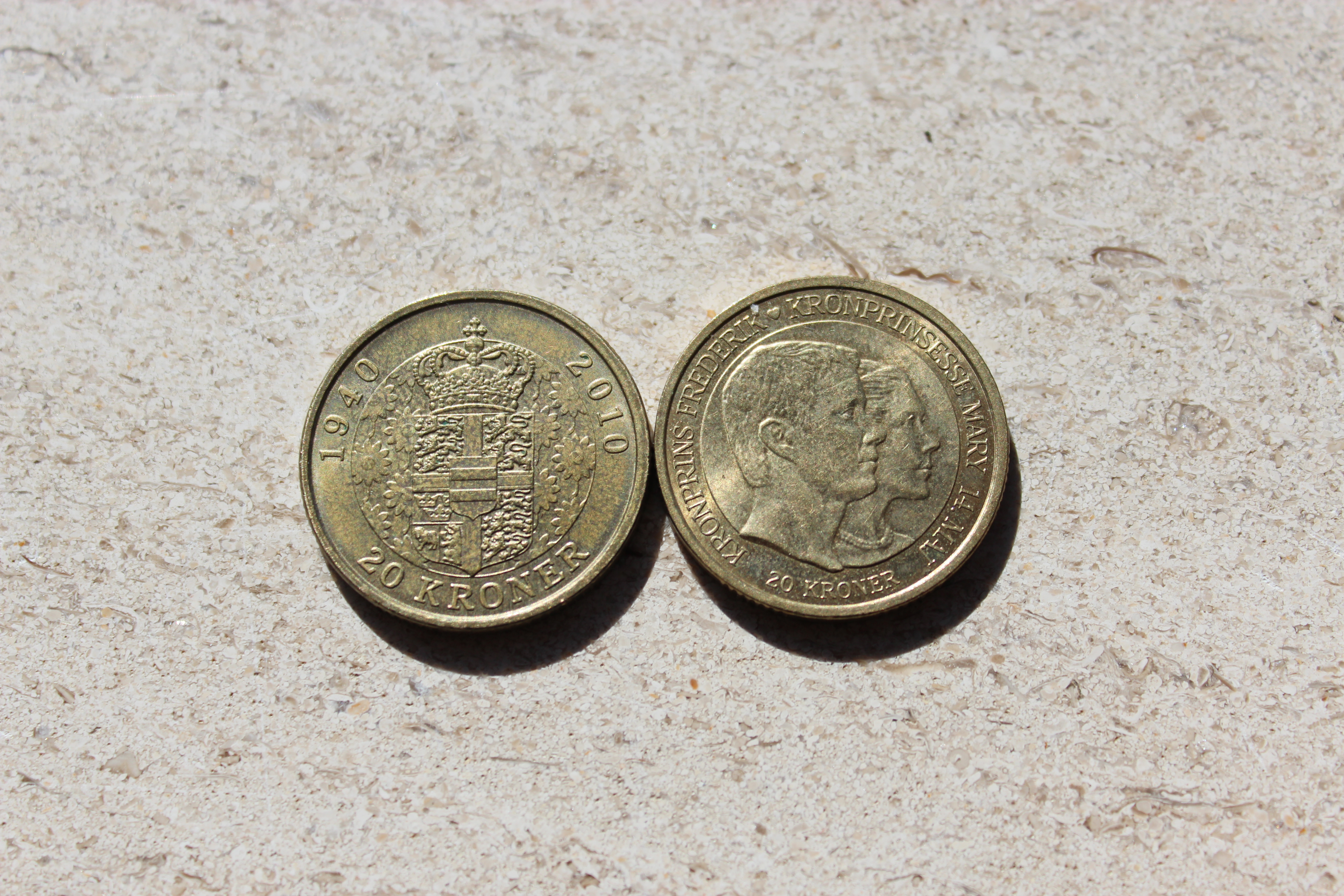
Dán 20 koronás pénzérme emlékváltozata a koronaherceg és felesége portréjával

Olyan, napjainkban fontossá vált kérdésekben nyilatkozott már, mint a klímaváltozás, a fenntarthatóság és a jövő városainak képe. Ezekkel kapcsolatban különböző fórumokon, konferenciákon és expedíciókon vesz részt, tudományos kutatási projekteket támogat, aktivistaként emeli fel a szavát a környezetszennyezés ellen.
A Frigyes Koronaherceg Alapítvány célja anyagi támogatást nyújtani azoknak a hallgatóknak, akik valamilyen tudományterületen kiemelkedően teljesítenek. Ezek a diákok lehetőséget kapnak, hogy egy évet a Harvardon tanuljanak. Az Alapítvány pénzügyi támogatást nyújt továbbá különböző tudományos expedíciók szervezésére, különösképpen Grönland és a Feröer-szigetek területére, továbbá sportcélokra, elsősorban szociális alapon.
Aktívan kiáll a sporttevékenységek mellett, erre ösztönzi a dán társadalmat is. Több sportszervezet tiszteletbeli tagja és pártfogója. 2009. október 9-én – 77 igen és 9 ellenszavazat mellett – megválasztották a Nemzetközi Olimpiai Bizottság tagjává, ahol 2021-ig tevékenykedett.
Ő maga is aktív sportoló, Koppenhágában, Párizsban és New Yorkban is részt vett a maratonfutáson. A 42 km-es távot a dán fővárosban 3:22:50 alatt teljesítette. A futás mellett vitorlázik is, versenyképes hajóskapitány, sikeres sárkányhajós. Több bajnokságon is győzelmet aratott. A 2003-as sárkányhajó-Európa-bajnokságon az 51 fős mezőnyben negyedik helyezést ért el.